# 林茨城堡

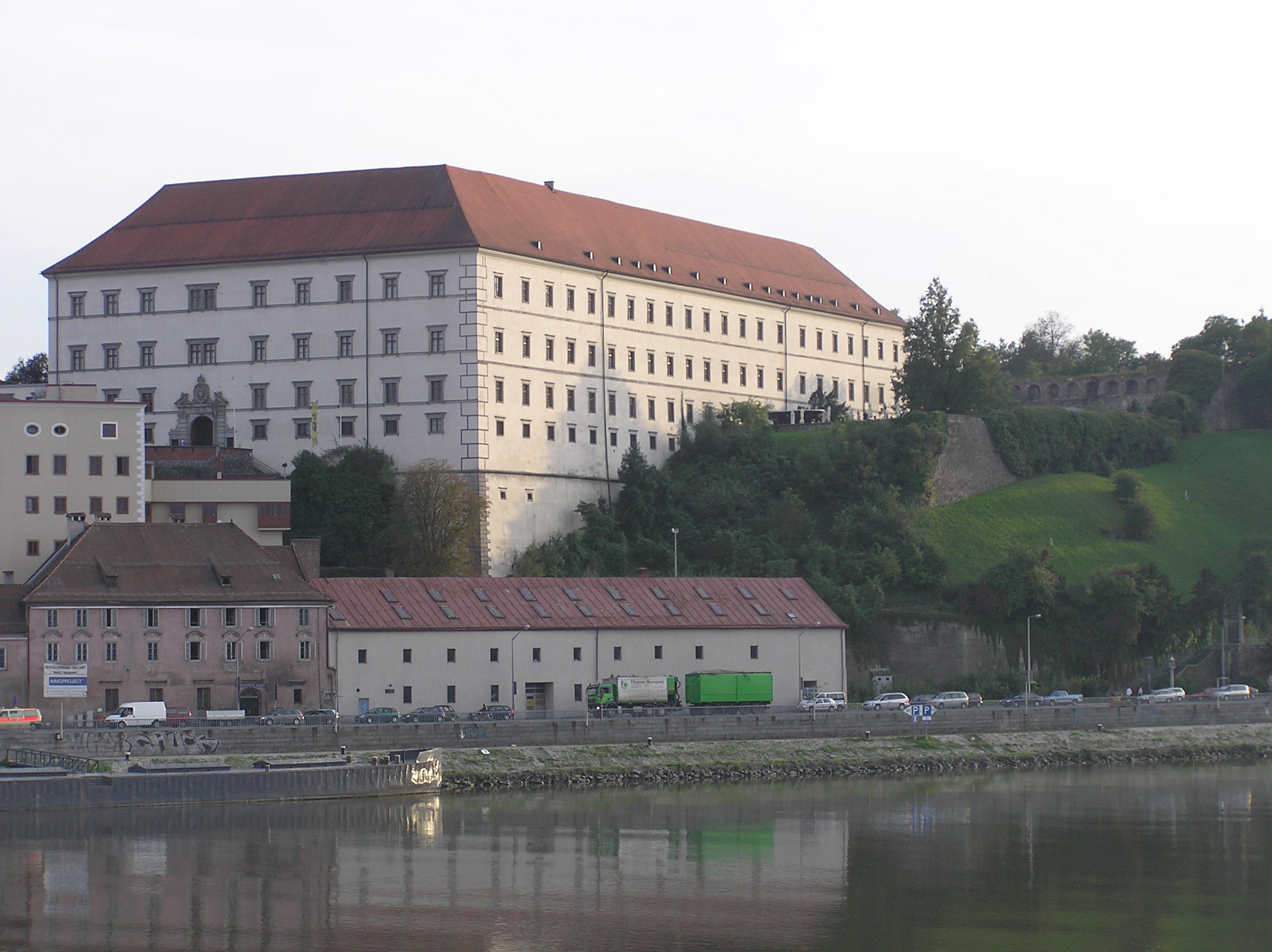

林茨城堡（德語：Linzer Schloss）是一座城堡，位于多瑙河畔林茨老城上方的一座小山上。
城墙西侧上方的城堡公园（Schlosspark），通常被称为城堡山（Schlossberg）。这里属于罗马贝格(Römerberg)的一部分，从 Sandgasse 到多瑙河的公路隧道命名为罗马贝格隧道，它作为山脊向西延伸到弗莱贝格。

## 历史

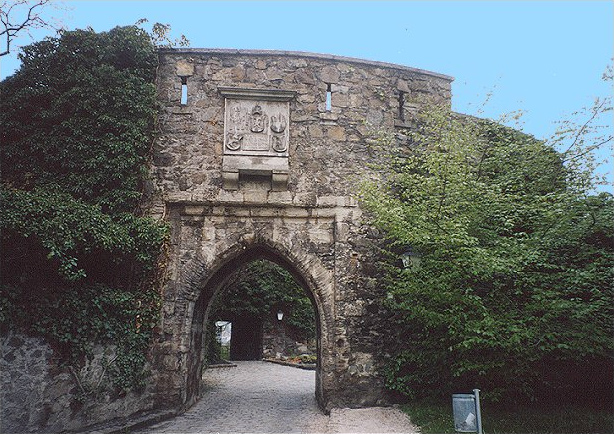

城堡建在古罗马的伦蒂亚城堡（Kastell Lentia）的遗址上。第一次见于记载是799年6月20日。